# Кабардоков, Мурат Заурович
Мурат Заурович Кабардоков (род. 29 января 1986, Нальчик, Кабардино-Балкарская АССР) — российский композитор, пианист. Член Союза композиторов Российской Федерации, член Союза композиторов Санкт-Петербурга, народный артист Кабардино-Балкарской Республики (2013), заслуженный деятель искусств республики Адыгея, Автор музыки к фильмам Александра Сокурова, Кантемира Балагова, Виктора Алферова, Ильи Учителя и др.

## Биография
Родился 29 января 1986 года в Нальчике.
В 2005—2009 годах обучался в Северо-Кавказском государственном институте искусств по специальностям композиция и фортепиано.
В 2009 году в издательстве «Эльбрус» (Нальчик) вышел нотный сборник «Адыгские (черкесские) мелодии для фортепиано», в который вошли обработки народных мелодий и оригинальные авторские пьесы, предназначенные для обучения детей и юношества.
В 2012 году окончил аспирантуру Санкт-Петербургской консерватории им. Н. А. Римского-Корсакова по специальности композиция. Класс профессора Г. И. Банщикова. 
Совместно с Марианной Теуважуковой и Михаилом Голиковым руководитель масштабной антологии адыгской классической музыки «Симфония Кавказа». Аудиоальбом из 5 дисков был записан симфоническим оркестром «Таврический» в студии «Лендок».
В 2013 году получил звание Народного артиста КБР.
С 2010 по 2015 год работал концертмейстером Санкт-Петербургской консерватории в классах Т. В. Новиковой, Н. Г. Алексеева, А. И. Полищука.
В 2014 году сочинил музыку к фильму Александра Сокурова «Франкофония». 
В 2015 году выпустил альбом авторской музыки для фортепиано и струнного квартета «Песни без слов», презентация которой состоялась на творческом вечере композитора в Малом зале Санкт-Петербургской Филармонии.
В 2016 году Мурат Кабардоков совместно с Клевер квартетом выступил в ряде городов в России и США с программой из классических произведений, а также авторской музыки из альбома «Песни без слов».
В 2016 году получил «Сертификат признания» от министерства Калифорнии за цикл концертов в Сакраменто совместно с Клевер квартетом и «Сертификат признания» от конгресса США за сочинение и исполнение совместно с виолончелистом Игорем Ботвиным поэмы «Reflections on a dream» для виолончели и фортепиано в Раунд Топе (Техас).
С 2016 года сотрудничает с крупнейшим балетным фестивалем России «Dance open» и организатором массовых мероприятий в Санкт-Петербурге «Оазис» в качестве композитора и аранжировщика.
В 2017 году на Дворцовой площади состоялась премьера новой музыки к фильму Дзиги Вертова «Человек с киноаппаратом», написанной Муратом Кабардоковым в рамках фестиваля «Послание к человеку» по заказу директора студии «Рок» Алексея Учителя
В 2018 году  вышли в свет два  альбома:  авторской академической музыки «Solo, duo, quintetto» и  саундтрек к фильму «Глубокие реки».
В 2019 году Мурат Кабардоков получил приз жюри им. Андрея Петрова за лучшую музыку к фильму («Облепиховое лето») XXV российского кинофестиваля «Литература и кино».
В 2020 году победитель крупнейшего в России конкурса композиторов «Партитура» в номинации «киномузыка»
В 2023 году  получил премию им. С. Курехина  в музыкальной номинации Skif  за проект "Сны". 

## Основные сочинения

### Музыка к фильмам
- «Андрюха», реж. К. Балагов.
- «Франкофония», реж. А. Сокуров.
- «Цурцула», реж. А. Николаев.
- «Огни большой деревни», реж. И.Учитель.
- «Человек с киноаппаратом», реж. Д. Вертов.
- «Облепиховое лето», реж. В. Алферова.
- «Глубокие реки», реж. В. Битоков.
- «Ключ времени. Легенды Петербурга», реж. А. Тельнов.
- «Узлы», реж. О.Хамоков
- «Сказка», реж. А. Сокуров
- «Клетка ищет птицу» реж. М. Мусаева
- «История российских тюрем. Владимирский централ», реж. Ю. Бобкова
- "Русские сны" реж. А. Елисеев
- «Дайте мне победить», реж. Светлана Музыченко, Мария Финкельштейн.
- "И жили они долго и счастливо, или Почему динозавры вымерли" Д. Умнова

### Сочинения для оркестра
- Киносюита в 4 частях .
- Концерт для арфы с оркестром «Черкесский».
- «Сказка» для арфы и струнного оркестра.
- «Черкесские танцы» для струнного оркестра и перкуссии.
- Три баллады на сл. Р. Бернса для баритона и симфонического оркестра.
- «Русская сюита» для струнного оркестра.
- Концерт для пяти инструментов с оркестром.
- «4 сирийские песни» для симфонического оркестра.
- «Победа на Альпами» для симфонического оркестра.
- Симфония.
- оратория «Александр Невский» для симфонического оркестра, смешанного хора, сопрано, рогового оркестра.
- оратория «Восхищение Психеи» для симфонического оркестра, смешанного хора, солистов.
- Симфоническая поэма «Вагон»
- Адыгская поэма для виолончели с оркестром

### Камерные сочинения
- «Впечатления» для фортепиано соло.
- «Бадыноко» — квартет для 2 скрипок, альта,виолончели.
- Соната для виолончели и фортепиано.
- «Reflections on a dream» для виолончели и фортепиано.
- два фортепианных квинтета.
- сюита для флейты и фортепиано

### Другие сочинения
- опера «Русалочка»
- балеты «Волшебник страны Оз», «Красная шапочка», "Лабиринты снов"
- мюзикл "Сокровища Флинта"
- «Погружение». Концертная программа для рогового оркестра, струнного квартета, электроники, ударных, бас-гитары, фортепиано.
- «Сны». Концертная программа для рогового оркестра, виолончели, дудука, саксофона , электроники, ударных, бас-гитары, фортепиано.